# Рівно опівдні (фільм)
«Рівно опівдні» (англ. High Noon) — американський телевізійний вестерн 2000 року. Ремейк однойменного фільму 1952 року.

## Сюжет
Поліцейський Вілл Кейн щасливий, він щойно одружився з красунею Емі і, залишивши небезпечну роботу, вирішив почати нове життя. Подружжя вже готове до від'їзду, але тут Кейн отримує звістку, що в місто поїздом прибуває вбивця, якого Кейн засадив у в'язницю кілька років тому. І у того є мета — помститися.

## У ролях
| Актор                | Роль              |
| -------------------- | ----------------- |
| Том Скерріт          | Вілл Кейн         |
| Сюзанна Томпсон      | Емі Кейн          |
| Рід Даймонд          | Гарві Пелл        |
| Девід Леріні         | Сем Бітті         |
| Марія Кончіта Алонсо | Гелен Рамірес     |
| Денніс Вівер         | Март Хау          |
| Аугуст Шелленберг    | Антоніо           |
| Майкл Медсен         | Френк Міллер      |
| Меттью Волкер        | суддя Меттрік     |
| Френк Тернер         | начальник станції |